# しらほしなつみ
しらほしなつみは、日本のコスプレイヤー、タレント。神奈川県横浜市出身。現在はフリーで活動中。

## 略歴・人物

### ギネス世界記録
長年にわたりCLAMPの漫画作品『カードキャプターさくら』のファンで、キャラクターグッズ収集や主人公・木之本桜のコスプレを行ってきている。2019年7月には同作品のグッズ収集個数が1709アイテム（2019年5月の記録申請時点）となり、これまでギネス世界記録で2017年に認定されたペルー人女性による1086アイテムを上回り、記録更新としてギネス公認の世界記録となった。その後もグッズ個数は増えており、ギネス認定を発表した2019年7月時点では2000種類を超えているという。

## ディスコグラフィ

### 配信限定シングル
|     | 発売日        | タイトル  | タイアップ                                     |
| --- | ------------- | --------- | ---------------------------------------------- |
| 1st | 2014年4月23日 | Waking Up | 映画「ちょっとかわいいアイアンメイデン」主題歌 |

## 出演

### テレビ
- オジサンズ11（日本テレビ）
- 全力坂（テレビ朝日）
- だんくぼ・彩（2014年1月6日・2月4日、テレビ朝日）
- マジックチャンネル（BS11）
- 霜降りバラエティー (テレビ朝日)

### Web放送
- 西川貴教のイエノミ!!（2013年10月10日 - 2014年10月9日、ニコニコ生放送） ※隔週木曜日

### ミュージカル
- タイラー！（2016年5月24日 - 29日、シアターブラッツ） - ロビン 役

### 広告
- 109ランドWEBモデル
- エアリー公式アンバサダー・公式モデル

### 雑誌
- 遊とぴあ2011年10月号（表紙）
- ラブコスVol.2
- エッジ・スタイル（読者モデル）
- 小悪魔ageha（読者モデル）

### イベント
- 2013年 ニコニコ超会議「ニコニコ超神社」巫女役
- 2014年 ニコニコ超会議「 COSMODE Stage」出演
- 2014年 ニコニコ超会議「超！生のアイドルが好き」出演
- 2015年 アニメジャパン　フィールズブース「キリングバイツ」出演
- 2015年 ニコニコ超会議　民主党ブース トークショー 出演
- 2016年 世界コスプレサミット東京予選MC
- 2017年 世界コスプレサミット東京予選MC
- 2017年 コミックマーケット　ゲームアプリ「陰陽師」PRコスプレイヤー
- 2017年 東京ゲームショウ「シュタインズ・ゲート」PRコスプレイヤー
- 2025年高知アニクリ祭2025 招待コスプレイヤー